# Unkosowo (przystanek kolejowy)
Unkosowo (ros. Ункосово) – przystanek kolejowy w miejscowości Awangard, w rejonie czuczkowskim, w obwodzie riazańskim, w Rosji. Położony jest na linii Moskwa – Riazań – Samara.
Nazwa pochodzi od pobliskiej wsi Unkosowo.